# Вулиця Низова (Львів)
Вулиця Низова — вулиця у Личаківському районі міста Львів, місцевість Великі Кривчиці (Кривчицька колонія). Пролягає від вулиці Кривчицька Дорога до вулиці Втіха, неподалік від свого початку переривається залізницею, вздовж якої також відходить тупикова ділянка у напрямку вулиці Глинянський Тракт, що завершується перетином із вулицею Міжгірною. Прилучається вулиця На Сторожі.

## Історія та забудова
Вулиця прокладена на початку 1930-х років, при будівництві Робітничої Кривчицької колонії. З 1933 року мала назву За Фігурою. Сучасну назву вулиця отримала у 1950 році.
Забудована одно- та двоповерховими конструктивістськими будинками 1930-х років та сучасними приватними садибами 2000-х років.